# Nudo al sole
Nudo al sole è un dipinto del pittore francese Pierre-Auguste Renoir, realizzato nel 1875 e conservato al museo d'Orsay di Parigi.

## Descrizione
L'opera fu esposta per la prima volta al pubblico nel 1876, in occasione della seconda mostra impressionista. La tela non mancò di dare scandalo per via della spregiudicatezza della sua fattura pittorica: particolarmente velenosa fu la critica di Albert Wolff, il quale scrisse su Le Figaro:
Nudo al sole è particolarmente interessante in quanto qui Renoir mostra di aver assimilato e interiorizzato la lezione impressionista della luce e del colore. Il presupposto scientifico sul quale si basa la tela è che un corpo non brilla solo della propria luce riflessa, ma anche della luce che viene filtrata dagli oggetti circostanti, che pertanto ne determinano opportunamente i valori cromatici. Renoir traduce questo fenomeno su tela scegliendo di raffigurare il torso di una giovane bagnante di nome Anna che, per ripararsi dal sole cocente, si immerge in una natura verde e rigogliosa. Si tratta di una scelta figurativa coerente con la poetica di Renoir, più portato a priorizzare la figura umana rispetto al paesaggio.
L'opulento incarnato della ragazza è il pretesto per Renoir per indagare l'identità materica tra il colore, i corpi e gli effetti generati dalla plasticità della luce. Si veda, infatti, come la luce solare sconvolge i colori locali dell'epidermide della fanciulla. Ove il suo incarnato è direttamente colpito dalla luce solare, il suo incarnato assume infatti delle consuete tonalità rosate; se, tuttavia, la luce per di imprimersi sulla pelle della ragazza deve prima penetrare il fogliame della vegetazione, che giocoforza agisce da filtro, allora ecco che si vengono a creare delle chiazze che non sono più rosacee, ma per buona parte verdi. Con questa rivoluzionaria tecnica, inoltre, Renoir riuscì a contenere la perdita di luce riflessa e a dare vita a un'immagine che restituisce la stessa intensità visiva che si ottiene con una percezione diretta della realtà.